# Dècada del 250

## Esdeveniments
- Auge del Regne d'Axum, a l'Àfrica
- Inici del període maia clàssic
- Guerres constants entre romans i gots
- Ús de l'alfabet copte

## Personatges destacats
- Deci, emperador romà (249-251)
- Marc Emilià, emperador romà (253-253)
- Valerià I, emperador romà (253-260)
- Mani, profeta